# Collision aérienne du Grand Canyon
Cet article concerne l'accident de 1956. Pour celui de 1986, voir Collision aérienne du Grand Canyon (1986).
La collision aérienne du Grand Canyon est survenue le 30 juin 1956, lorsqu'un Lockheed L-1049 Super Constellation de la Trans World Airlines et un Douglas DC-7 d'United Airlines entrent en collision au-dessus du Grand Canyon. Le premier appareil est tombé au fond du canyon, tandis que l'autre s'est écrasé contre une paroi rocheuse. Les 128 occupants des deux avions ont péri, ce qui en fait le premier accident aérien, dans l'histoire de l'aviation commerciale, à faire plus d'une centaine de victimes.
Les deux avions ont décollé de l'aéroport international de Los Angeles à quelques minutes d'intervalle : le DC-7, assurant le vol United Airlines 718, doit rejoindre Chicago ; tandis que le Constellation, assurant le vol TWA 2, est à destination de Kansas City, dans le Missouri.
La collision a eu lieu dans un espace aérien non contrôlé, où il incombait aux pilotes de maintenir la séparation, en suivant la règle du « voir et être vu ». Cela a mis en évidence l'état archaïque du contrôle du trafic aérien, qui est devenu le centre de réformes majeures au sein de l'aviation.

## Contexte
Les années 1950 marquent le début de l'aviation civile commerciale de masse, avec les premières lignes aériennes avec des avions à réaction, il faut alors s'adapter à l'évolution rapide et croissante de l'aviation civile. Cette collision aérienne souligna alors le besoin urgent de mieux réguler l'aviation civile. 
C'est le début de la réglementation, dès 1958, avec le Federal Aviation Act (en) qui crée la FAA (Federal Aviation Agency, puis Federal Aviation Administration en 1957) comme agence indépendante regroupant diverses responsabilités de sécurité aérienne, et succédant à la CAA (Civil Aeronautics Administration).
Le général à la retraite Elwood R. Quesada de l'US Air Force devient le premier administrateur de l'agence. Cette nouvelle entité a l'autorité pour mettre en place un système aérien national civil/militaire unifié, développer les installations du contrôle de trafic aérien, et la fonction d'émission de réglementation.

## Le vol
Le vol 2, assuré par un Lockheed L-1049 Super Constellation de la Trans World Airlines (TWA), baptisé Star of the Seine, avec à son bord le commandant de bord Jack Gandy (41 ans), le copilote James Ritner (31 ans) et l'ingénieur de vol Forrest Breyfogle (37 ans), décolle à 9 h 1, avec 31 minutes de retard, de l'aéroport international de Los Angeles (LAX) à destination de Kansas City Downtown Airport (MKC), avec 64 passagers et 6 membres d'équipage. Volant aux instruments, le Constellation monte à 19 000 pieds dans l'espace aérien sous contrôle radar en direction de Daggett (Californie). À Dagget, le capitaine Gandy tourne à 59 degrés droite vers la balise radio de Trinidad (Colorado). Le Constellation est désormais hors contrôle aérien radar.
À 9 h 4, c'est le vol 718, assuré par un Douglas DC-7 de United Airlines, nommé Mainliner Vancouver et piloté par le commandant Robert "Bob" Shirley (48 ans), le copilote Robert Harms (36 ans) et l'ingénieur de vol Girardo "Gerard" Fiore (39 ans), en partance pour Chicago, qui décolle du même aéroport. Il embarque 53 passagers et 5 membres d'équipage. Volant à 21 000 pieds jusqu'au nord-est de Palm Springs où il tourne à gauche vers la balise de Needles (Californie). Le DC-7 passe lui aussi hors du contrôle radar.
Le commandant du vol 2, Jack Gandy, demande l'autorisation de monter à 21 000 pieds à la tour de contrôle de Salt Lake City pour éviter un front orageux ; le coordinateur de la TWA relaye la demande au contrôleur aérien qui refuse, les deux appareils devant bientôt revenir en zone de couverture radar. 
Le commandant Gandy demande donc à voler 1 000 pieds au-dessus des nuages, comme c'est l'usage à cette époque, ce que le contrôleur aérien autorise. Il a transféré à l'équipage du Super Constellation la responsabilité de maintenir une distance de séparation avec les autres avions, selon le principe alors appelé « voir et être vu », pour éviter tout risque de collision. Le commandant Gandy monte donc à 21 000 pieds.
Les deux appareils volent désormais à la même altitude et à la même vitesse, en direction du grand Canyon au-dessus de cumulus. Approchant du canyon, on suppose que tous deux volaient de chaque côté d'un même nuage.

## La collision

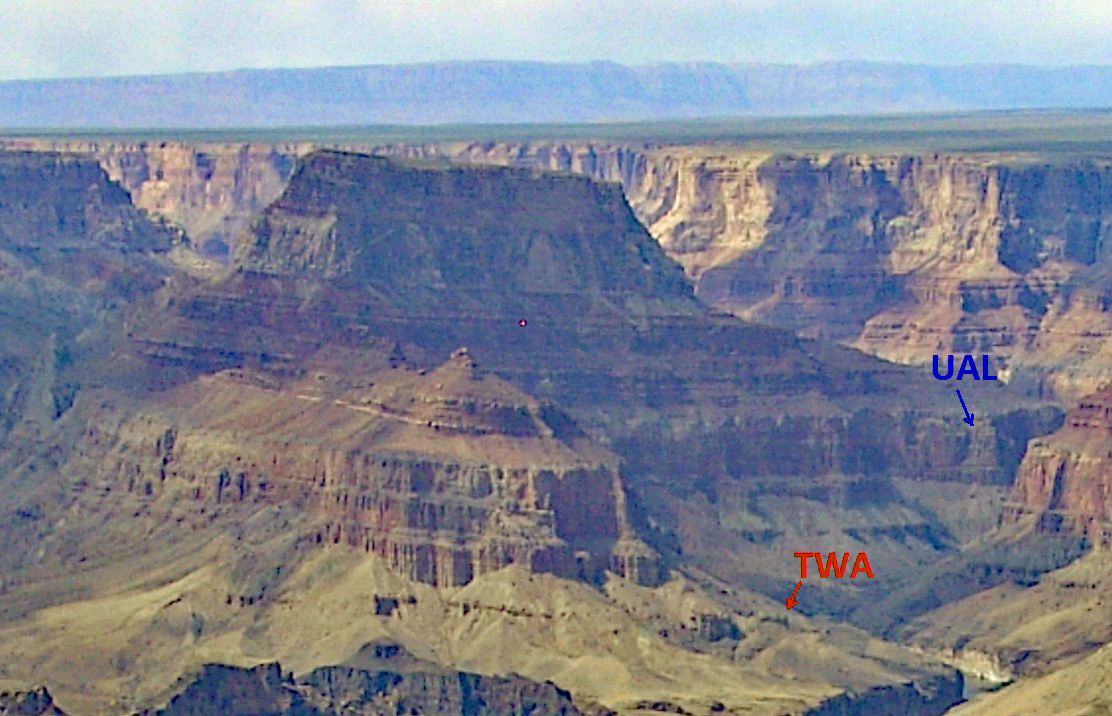
Photo du Grand Canyon, indiquant les sites de crash des deux avions.

Les plans de vol des deux avions se croisent à 10 h 30 au-dessus du Grand Canyon, à un angle de 25 degrés. Le DC-7 percute le Constellation par l’arrière Les analyses montrent que le DC-7 s'est penché à droite et vers le bas, suggérant qu'un des deux pilotes a vu l'appareil de la TWA et a tenté une manœuvre d'évitement.

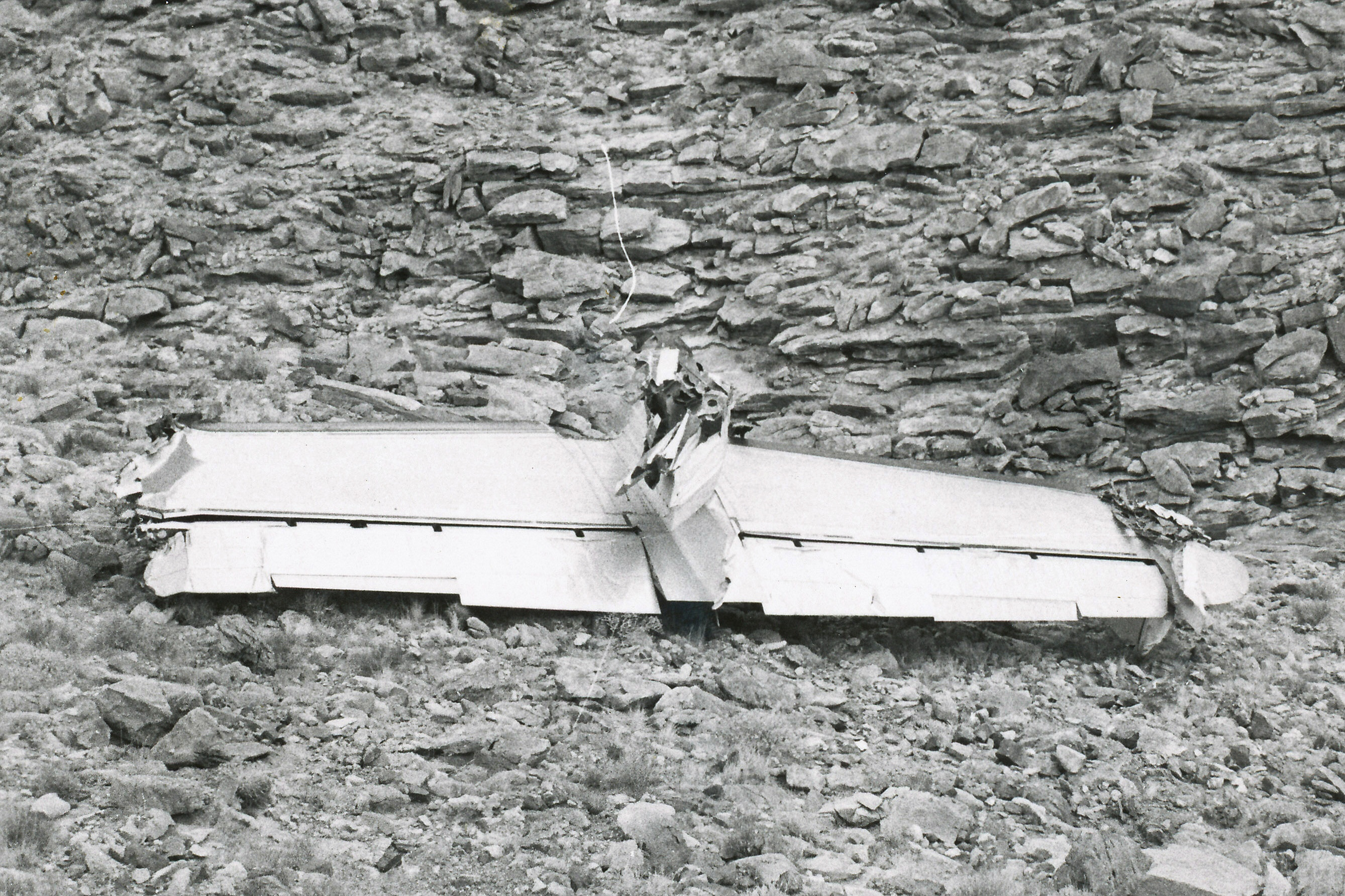
L'empennage sectionné du Constellation, photographié lors de l'enquête, près du site de l'accident.

L'aile gauche levée du DC-7 sectionne l'empennage du Constellation et son moteur gauche crée de multiples entailles dans le fuselage ; une décompression explosive se serait produite instantanément à la suite du choc initial, une théorie étayée par des débris légers, tels que des meubles de la cabine et des effets personnels, dispersés sur une vaste zone. 
La séparation de l'empennage du Constellation a entraîné une perte de contrôle immédiate, conduisant à une chute quasi verticale de l'avion, à la vitesse de 210 m/s (756 km/h), avant de s'écraser sur la pente nord d'un ravin, se désintégrant à l'impact et tuant instantanément tous ceux qui était à bord. Un violent incendie, alimenté par le kérosène de l'appareil, s'est ensuivi. L'empennage sectionné, gravement abîmé mais encore quelque peu reconnaissable, est tombé à proximité du reste de l'épave.
Le DC-7 peut encore voler, mais une partie de l'aile gauche est manquante à la suite de l'impact. La perte combinée de portance et de propulsion du même côté provoque une chute en spirale vers la gauche et en descente rapide, dont la récupération était impossible ; le Mainliner s'écrase finalement lui aussi contre la paroi sud de la falaise de Chuar Butte puis explose à l'impact, tuant sur le coup tous ceux à bord.

## Recherche et récupération
Les débris des deux appareils étant dispersés dans une gorge inaccessible profonde de 1 200 mètres, la garde aérienne suisse de sauvetage est appelée pour ses compétences spéciales comme équipe d'intervention, afin d'évacuer les corps des victimes et des débris.

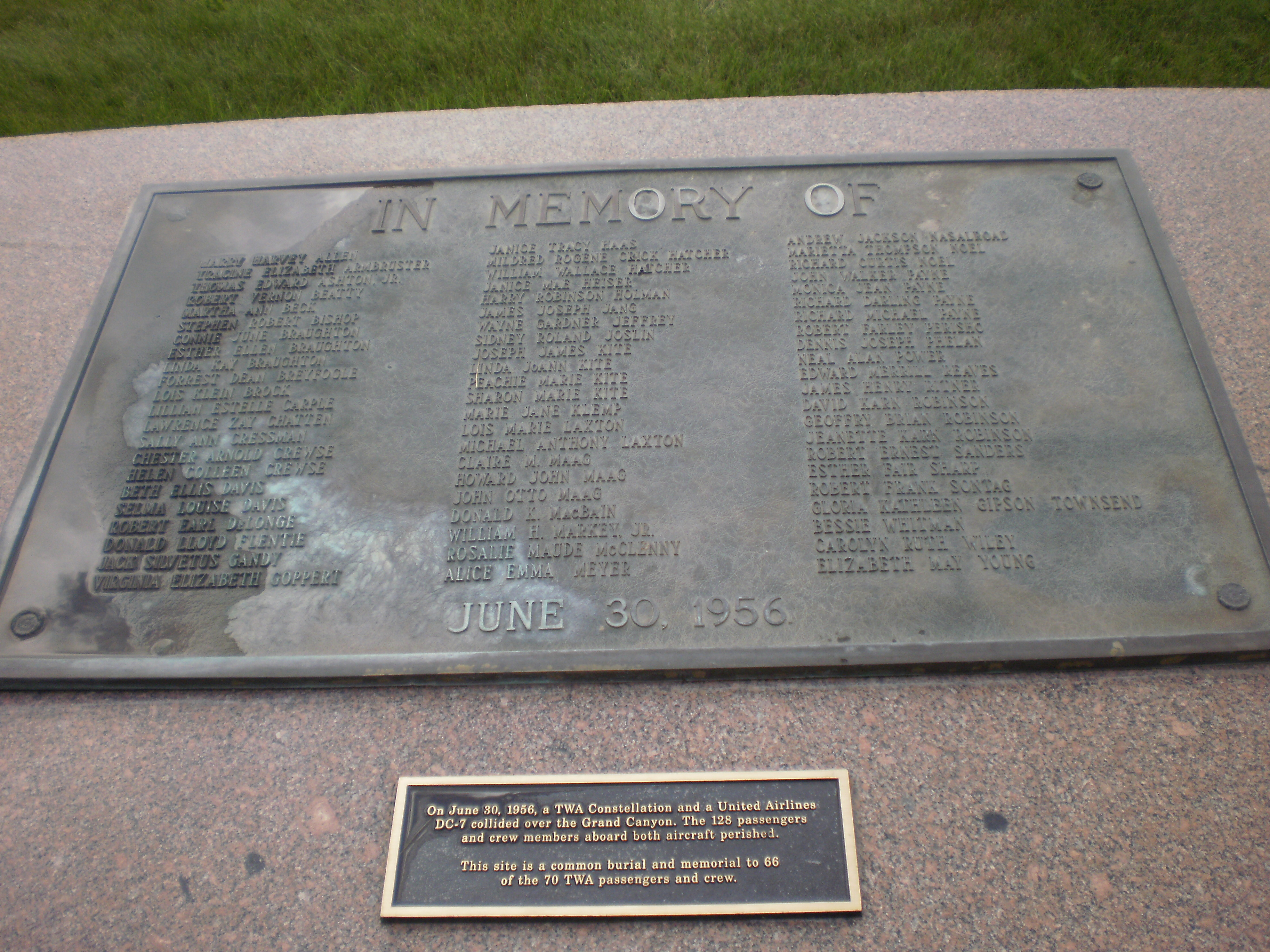
Photo de la plaque commémorative, qui rend hommage aux passagers et à l'équipage du vol TWA 2.

En raison de la grande violence de l'impact des deux avions, aucun corps n'a été récupéré intact et l'identification de la plupart des restes n'a pas été possible. 
Le 9 juillet 1956, des funérailles massives pour les victimes du vol 2 ont eu lieu, sur la rive sud du canyon. Vingt-neuf victimes non identifiées du vol 718 ont été enterrées au cimetière des pionniers du Grand Canyon (en). Soixante-six des soixante-dix passagers et membres d'équipage de la TWA sont enterrés dans une fosse commune au cimetière Citizens, situé à Flagstaff, en Arizona. 
Plusieurs années se sont écoulées, après cette catastrophe aérienne, avant que la plupart des débris ne soient retirés du canyon. Certains morceaux de l'avion restent encore sur les lieux du crash.

## L'enquête
Le rapport final du Civil Aeronautics Board (en) (CAB) met en évidence le manque de moyens de contrôle pour gérer le trafic, et le manque de réglementations dans l'aviation civile aux États-Unis. 
La responsabilité des pilotes des deux avions fut également mise en cause (en particulier du fait qu'une modification de leur plan de vol respectif fut en grande partie motivée par la volonté d'offrir aux passagers une meilleure vue sur le canyon), cependant les deux équipages ont respecté les procédures de l'époque.

## Conséquences
Le site de la collision aérienne du Grand Canyon est inscrit au Registre national des lieux historiques et classé National Historic Landmark depuis le 22 avril 2014.

## Médias
L'accident a fait l'objet d'un épisode dans la série télé Air Crash intitulé « Désastre dans le Grand Canyon » (saison 12, épisode 9).